# Davor (keresztnév)
A Davor ószláv eredetű délszláv személynév, az ószláv mitológiában a harc hétfejű istene volt. Női változata a Davorka.

## Híres Davor nevűek
„Davor” utónevű személyek szócikkeinek listája a Wikidata alapján
- Davor Badrov, bosnyák népdalénekes
- Davor Bernardić, horvát politikus
- Davor Domazet-Lošo, horvát író, geopolitikus
- Davor Dominiković, horvát válogatott kézilabdázó, edző
- Davor Dujmović, boszniai szerb színész
- Davor Džalto, szerb művészettörténész, filozófus, teológus
- Davor Ivo Stier, horvát politikus, diplomata
- Davor Krznarić, horvát labdarúgó, edző
- Davor Kus, horvát kosárlabdázó
- Davor Magoč, szerb-horvát labdarúgó
- Davor Slamnig, horvát író, zenész
- Davor Štefanek, szerb kötöttfogású birkózó
- Davor Šuker, horvát válogatott labdarúgó
- Davor Vugrinec, horvát válogatott labdarúgó